# Congreso de Karlsruhe

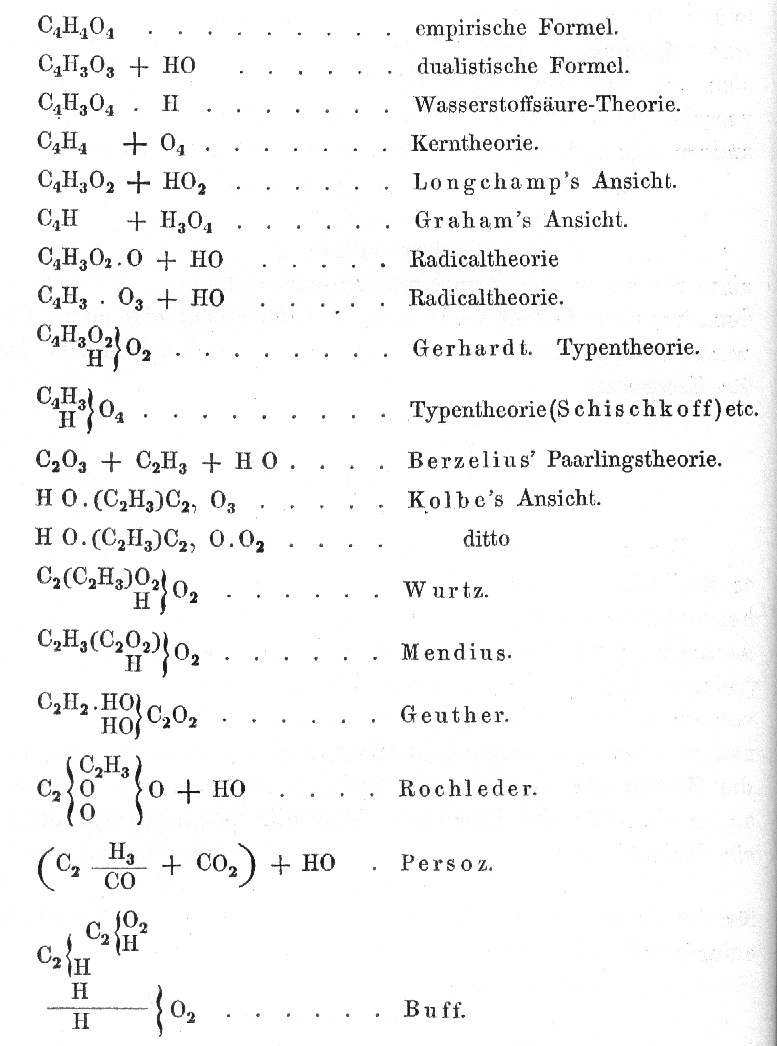
Fórmulas empleadas para el ácido acético según August Kekulé, 1861.

El Congreso de Karlsruhe fue una reunión internacional de química que tuvo lugar en la ciudad de Karlsruhe, Alemania, desde el 3 al 5 de septiembre de 1860. Fue la primera conferencia internacional de química del mundo.

## El congreso
El Congreso de Karlsruhe fue organizado por los químicos europeos con el fin de discutir temas de nomenclatura química, notación de fórmulas y masas atómicas, temas que en aquel momento creaban mucha confusión.
La invitación organización y el patrocinio del congreso estuvo a cargo de los químicos August Kekulé, Charles Adolphe Wurtz y Karl Weltzien. Como ejemplo de los problemas a discutir estaban las 19 fórmulas empleadas por los químicos para representar la estructura del ácido acético, como se muestra en la figura del libro de Kekulé, Lehrbuch der Organischen Chemie.
El tema más importante fue la aclaración de la confusión entre masas atómicas y masas moleculares. El último día Stanislao Cannizzaro repartió un artículo suyo de 1858 entre los asistentes, sobre las masas atómicas donde empleaba la hipótesis de Avogadro, la cual había tenido poca repercusión en el momento de ser publicada. La explicación de Cannizzaro tuvo una importante influencia como lo demuestra el escrito de Lothar Meyer "Las escalas parecían desaparecer ante mis ojos".
En el Congreso de Karlsruhe se adoptó un sistema unificado de masas atómicas (en aquel tiempo pesos atómicos). Anteriormente al Congreso de Karlsruhe, e influenciado por el trabajo de John Dalton en 1803, varios sistemas de pesos atómicos estaban en uso. En un caso, un valor de 1 fue adoptado como el peso de hidrógeno (la unidad base), 6 para el carbono y 8 para el oxígeno. Tras el Congreso de Karlsruhe, valores de 1 para el hidrogéno, 12 para el carbono, 16 para el oxígeno, y así sucesivamente fueron adoptadas. Esto se basó en el reconocimiento de que ciertos elementos, como el hidrógeno, nitrógeno y oxígeno, se compone de moléculas diatómicas y no los átomos individuales.

### Participantes del congreso
El Congreso de Karlsruhe constó de la participación de 12 países y 127 representantes. Cabe mencionar que en esa época Polonia se encontraba anexada a Rusia por lo que sus representantes se encuentran agrupados
| País         | Representantes |
| ------------ | --- |
| Alemania     | Babo, Baeyer, Becker, Beilstein, Bibra, Boeckmann, Braun, Bunsen, Carius, Erdmann, Erlenmeyer, Fehling, Finck, Finckh, Frankland, Fresenius, Geiger, Gorup-Besanez, Grimm, Guckelberger, Gundelach, Hallwachs, Heeren, Heintz, Hirzel, Hoffmann, Kasselmann, Keller, Klemm, Knop, Kopp, Kuhn, Landolt, Lehmann, Ludwig, Mendius, Meyer, Mühlhaüser, Müller, Naumann, Nessler, Neubauer, Petersen, Quinke, Scherer, Schiel, Schmidt, Schneyder, Schroeder, Schwarzenbach, Seubert, Strecker, Streng, Weltzien, Will, Winkler y Zwenger. |
| Austria      | Folwarezny, Hlasiwetz, Lang, Lieben, Pebal, Wertheim y Schneider |
| Bélgica      | Donny, Kekulé y Stas |
| España       | Torres Muñoz de Luna |
| Francia      | Béchamp, Boussingault, Dumas, Friedel, Gautier, Grandeau, Jacquemin, Kestner, Le Canu, Nicklès, Oppermann, Persoz, Reichauer, Riche, Scheurer-Kestner, Schlagdenhaussen, Schneider, Schützenberger, Thénard, Verdét y Wurtz |
| Gran Bretaña | Abel, Anderson, Apjohn, Crum Brown, Daubeny, Duppa, Foster, Gladstone, Griffeth, Guthrie, Müller, Noad, Normandy, Odling, Roscoë, Schickendantz y Wanklyn |
| Italia       | Cannizzaro y Pavesi |
| México       | Posselt |
| Portugal     | J. Augusto Simões-Carvalho |
| Rusia        | Borodin, Mendeléiev, Lesinski, Natanson, Sawitsch, Schischkoff y Zinin |
| Suecia       | Bahr, Berlin, Blomstrand y Gilbert |
| Suiza        | Bischoff, Brunner, Marignac, Planta, Schiff y Wislicenus |